# Faux équilibre

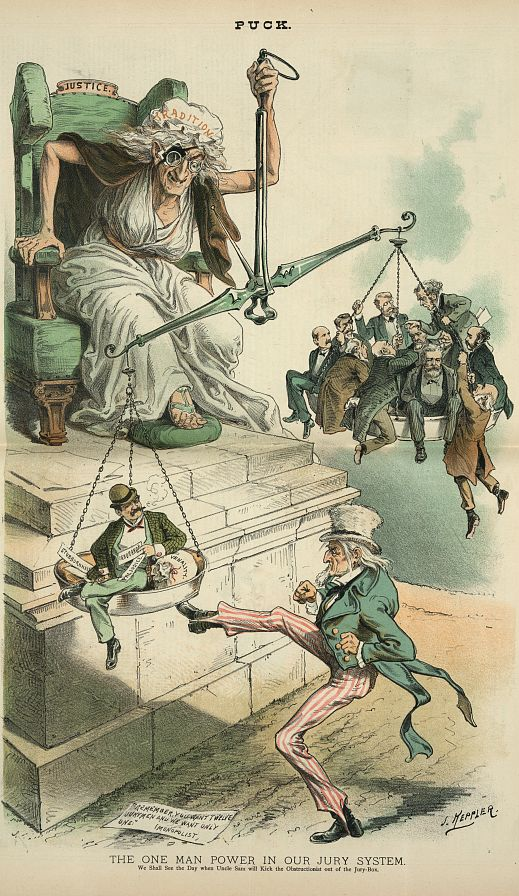
Le faux équilibre médiatique présente un équilibre inexistant entre deux positions.

Le faux équilibre est un biais cognitif ou un raisonnement fallacieux qui présente un prétendu équilibre entre deux points de vue opposés, alors que les faits démentent un tel équilibre.
Des médias peuvent ainsi exagérer l'importance d'une position minoritaire ou omettre de présenter des informations qui mettraient en évidence l'absence de fondement d'une position,,.
Ce faux équilibre renvoie au sophisme du juste milieu.
Dans les médias, ce déséquilibre peut être motivé par le sensationnalisme, alors que les producteurs et éditeurs de l'information pensent qu'une histoire présentant une position sujette à débats est commercialement plus intéressante qu'une présentation consensuelle de cette dernière. Cependant, contrairement à la plupart des autres biais médiatiques, le faux équilibre peut aussi provenir d'une volonté des producteurs de l'information d'éviter un biais. Ces derniers confondent alors un traitement « égal » d'un traitement « équitable » des points de vue.

## Exemples

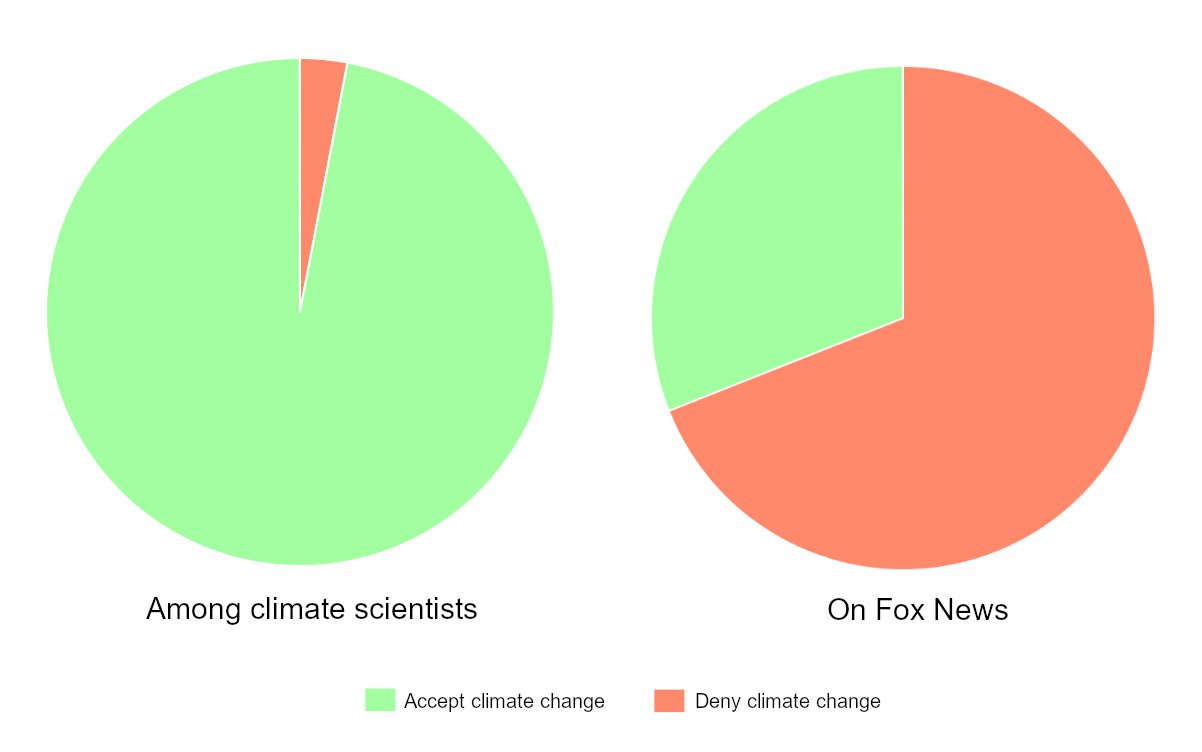
Parmi les climatologues en 2013, 97 % pensaient que le changement climatique était en cours et 3 % ne le pensaient pas. Parmi les invités de Fox News à la fin de l'année 2013, 69 % doutaient du changement climatique.

Le journalisme scientifique, ou pseudo-scientifique, est particulièrement exposé aux faux équilibres médiatiques. On peut ainsi y présenter sur un pied d’égalité le réchauffement climatique anthropique et le réchauffement climatique naturel, la théorie de l’évolution et celle du dessein intelligent, ou encore la relation entre le thiomersal et l'autisme (en).
Par exemple, bien que la communauté scientifique attribue le réchauffement climatique à l'activité humaine depuis la révolution industrielle,,,, il existe un petit nombre de scientifiques qui contestent cette conclusion,,. En donnant une couverture égale aux scientifiques des deux côtés, certains médias donnent l'idée que le point est controversé au sein de la communauté, alors que ce n'est pas le cas.
Une autre instance de faux équilibre médiatique est la couverture soi-disant « objective » faite par des journalistes américains du lynchage aux États-Unis lors des années 1890 qui échoua à « reconnaitre une vérité, que les Afro-Américains étaient terrorisés partout dans le pays,. ».

## Argumentum ad temperatiam
Le faux équilibre résulte en partie du sophisme du juste milieu (argumentum ad temperantiam), qui affirme que la position intermédiaire entre deux énoncés est nécessairement la bonne.